# 小倉正恒
小仓正恒（日语：／ Masatsune Ogura，1875年3月22日—1961年11月20日），是日本实业家、政治家。他出生于石川县金泽市，1899年，他加入了住友集团，之后因精简公司的管理系统而受到赞誉。1941年7月18日，他出任第三次近卫内阁的大藏大臣，直到1941年10月18日近卫内阁总辞职。小仓于1930年开始担任住友财团理事长，在他掌控住友集团期间，公司迅速发展成为日本国内首屈一指的财阀。